# Norður-Ísafjarðarsýsla
Norður-Ísafjarðarsýsla était un comté islandais, situé dans la région des Vestfirðir. 

## Historique
Après la division du comté d'Ísafjörður en 1903, le comté de Norður-Ísafjarðarsýsla est une circonscription unique avec un député jusqu'à la création de la circonscription de Vestfjörður en 1959.